# Eins ist nicht von dir
Eins ist nicht von dir ist eine deutsche Filmkomödie von Udo Witte aus dem Jahr 2015 mit Michael Gwisdek und Barbara Schöne in den Hauptrollen.

## Handlung
Flugkapitän Uli Becker geht nach erlebnisreichen Jahren in die verdiente Rente. Es fällt ihm nicht leicht, seine gewohnten Pfade zu verlassen, denn er war weder ein treuer Ehemann noch ein sorgender Vater. Stets war er unterwegs, kam aber immer wieder gern nach Hause. Kurz bevor seine Ehefrau Heide plötzlich den Herztod stirbt, sind ihre letzten an ihren Mann gerichteten Worte: „Eins ist nicht von dir“. Uli kommt ins Grübeln und beäugt daraufhin misstrauisch seine drei Kinder. So recht kann er es nicht begreifen, dass seine Heide ihm untreu gewesen sein soll. Auch wenn er es mit dieser Tugend nicht so streng nahm, war er doch der Meinung, dass er seine Frau im Herzen nie betrogen hätte. In dieser Zeit der Selbstzweifels erscheint ihm Heide regelmäßig in imaginärer Form, und er führt mit ihr Zwiegespräche wie in alten Zeiten. 
Um herauszufinden, welches seiner Kinder am wenigsten mit ihm gemeinsam hat, macht er sich auf den Weg, sie nacheinander zu besuchen. Zuerst fährt er zu seinem Sohn Thomas, der in Kürze heiraten will. Während seine Braut zu Hause auf ihn wartet, amüsiert sich Thomas auf einem Firmenfest. Für Uli steht damit fest: der Junge kommt nach ihm. Kandidat zwei ist Tochter Bettina, von der er sich eigentlich sicher ist, dass er ihr Vater ist, da sie die Älteste der drei ist. Ihre Ehe, in der sie nur als Hausfrau und Mutter fungiert, steckt in einer Krise, und Ulis Besuch trägt nicht gerade zur Entspannung der Situation bei. Bei Sohn Christian in Kassel läuft das Eheleben wesentlich turbulenter. Hier ist er der Hausmann und versorgt die Kinder, während seine Frau als erfolgreiche Ärztin kaum zu Hause ist. Christian hat kein gutes Verhältnis zu seinem Vater, der ja nie Zeit für seine Kinder hatte. Das wirft er ihm auch bei jeder besten Gelegenheit vor, und Christian rechtfertigt deshalb seine Entscheidung, auf persönliche Karriere zu verzichten, um für seine Kinder da zu sein. Christian fällt somit am stärksten aus dem Rahmen, sodass Uli davon überzeugt ist, dass nur er das Kuckuckskind sein kann.
Auch wenn Uli bei allen drei Kindern mehr oder weniger eine Abfuhr erhielt, so hat er doch sein Ziel erreicht und heimlich von allen Dreien DNA-Material gesammelt. Sein Erscheinen hatte aber auf seine Kinder eine unerwartete Wirkung, denn sie beginnen stellenweise ihr Leben zu hinterfragen. Für Bettina endet es damit, dass sie nicht länger die Sklavin ihre Mannes sein will, und so trennt sie sich von ihm. Ulis Kinder bemerken aber auch, dass ihrem Vater der Tod seiner Frau mehr zu schaffen macht, als sie es erwartet hätten. Bei seinen Besuchen versuchte Uli bei seinen Kindern auch ein wenig etwas gut zu machen, richtete dabei aber zunächst nur Schaden an und bringt am Ende sogar die bevorstehende Hochzeit von Thomas und Jessica in Gefahr. Durch Zureden seiner imaginären Ehefrau fasst sich Uli ein Herz und hält vor seinen Kindern eine kleine Rede. Er möchte sie damit vor den Fehlern bewahren, die er gemacht hat. Diese Selbstkritik kommt bei allen gut an, und so wird die Hochzeit ein richtig schönes Familienfest. Für Uli trübt sich allerdings die Stimmung, als der Brief mit dem Ergebnis des DNA-Tests eintrifft. Er zögert ihn zu öffnen und kann am Ende das Ergebnis kaum glauben, denn laut Vaterschaftstest ist er von allen drei Kindern zu 99,9 Prozent der biologische Vater. Uli versteht die Welt nicht mehr, und die imaginäre Heide erklärt ihm: „Natürlich sind sie alle drei von Dir.“ Sie wollte, dass er seine Kinder endlich schätzen lernt, und das ginge ihrer Meinung nach am besten, wenn er Angst haben müsste, eines zu verlieren. Sie erklärt ihm auch, dass man nicht automatisch das Recht auf Vaterschaft mit dem Eintrag in die Geburtsurkunde bekäme, sondern man müsse es sich verdienen. Jeden Tag, immer wieder. Mit diesen Worten entschwindet Heide.

## Hintergrund
Eins ist nicht von dir wurde vom 20. Oktober 2014 bis zum 19. November 2014 in Berlin und Umgebung gedreht und am 5. Juni 2015 erstmals ausgestrahlt. Produziert wurde der Film von der MWM Writing Pictures.

## Kritik
Rainer Tittelbach von Tittelbach.tv meinte: „Man ahnt früh, wohin diese Geschichte führen muss, die sich die Autoren Lo Malinke und Philipp Müller für den ARD-Fernsehfilm ‚Eins ist nicht von dir‘ ausgedacht haben. Dieses Szenario vom jahrelang abwesenden Vater kann sich nur zu einer Läuterungsgeschichte auswachsen, in der der verwitwete Lautsprecher-Papi am Ende klein beigibt und alle Figuren Degeto-like dazulernen. Was man gern ‚Feelgood-Touch‘ nennt, in dem Gwisdek-Solo mit Bordeaux-Dogge wird diese Unterhaltungsformel ins allzu Formelhafte ausgereizt. Ergebnis: eine moralinsäuerliche Zeigefinger-Dramödie ohne Witz, ohne Leichtigkeit, ohne Flow.“
Bei der Frankfurter Allgemeinen Zeitung fasste Heike Hupertz zusammen: „Kaum geht er in Rente, hustet die Gemahlin ihm eins und verstirbt. Nicht ohne dem notorisch untreuen Lebemann einen verbalen Sprengsatz zu hinterlassen: ‚Eins ist nicht von dir.‘ Eine verplauderte Komödie im Ersten.“
Tilmann P. Gangloff wertete für Kino.de und schrieb: „Selbst wenn man früh ahnt, auf welche Moral die Handlung hinausläuft: An der Unterhaltsamkeit des Films ändert das kein bisschen, zumal Gwisdek seine Figur mit traumwandlerischer Sicherheit auf einem schmalen Grat balanciert.“ Das Drehbuch ist „weitaus komplexer […], als es zunächst den Anschein hat“ und der Film „wandelt sich in gewisser Weise zum Road-Movie, und wie bei so vielen berühmten Vorbildern ist auch hier der Weg das Ziel:“ „Selbstredend ist das eigentlich ein Dramastoff, und genau darin liegt der Reiz des Films. Natürlich sind viele Momente witzig, zumal gerade Gwisdek großartige Dialoge hat, aber letztlich ist es seine Interpretation der Rolle, die ‚Eins ist nicht von Dir‘ zur Komödie macht: weil ihm oft Nuancen genügen, um eine Szene kippen zu lassen. Und sein körperliches Spiel ist ohnehin die alte Komödiantenschule.“
Die Kritiker der Fernsehzeitschrift TV Spielfilm zeigten mit dem Daumen nach oben und vergaben für Humor zwei, für Anspruch und Spannung einen von drei möglichen Punkten. Sie fanden, es passe „im Drehbuch nicht alles zusammen“. „Auftakt und Ende gerieten klamaukig, dazwischen entfaltet sich aber eine intelligente, feinfühlig gespielte Tragikomödie“. Das Urteil: „Teils klamottig, oft anrührend“.